# Fustiaria engischista
Fustiaria engischista är en blötdjursart som först beskrevs av Barnard 1963.  Fustiaria engischista ingår i släktet Fustiaria och familjen Fustiariidae. Inga underarter finns listade i Catalogue of Life.